# Paul Gillan Risser
Paul Risser, de son nom complet Paul Gillan Risser, né le 14 septembre 1939 à Blackwell (Oklahoma) et mort le 10 juillet 2014 à Norman (Oklahoma), est un écologue et universitaire américain de l'Oklahoma. Il a été président de l'université Miami et de l'université d'État de l'Oregon avant de devenir chancelier du Oklahoma State System of Higher Education (en), l'organisme public responsable de l'enseignement supérieur dans l'Oklahoma.

## Biographie

### Jeunesse
Paul Gillan Risser naît à Blackwell (Oklahoma) le 14 septembre 1939, ville dans laquelle il étudie jusqu'au lycée,. Après avoir obtenu un diplôme de biologie au Grinnell College (en) en 1961, il s'inscrit à l'université du Wisconsin à Madison. Il y obtient une maîtrise en botanique en 1965, puis un doctorat en botanique et sols, en 1967.

### Carrière
Tout juste docteur, Paul Risser rejoint en 1967 l'université d'Oklahoma à Norman où il demeure quatorze ans. Il y enseigne la botanique puis devient président du département de botanique et microbiologie. En 1981, il devient recteur (provost) à l'université de l'Illinois à Urbana-Champaign puis vice president for academic affairs. Il assure ensuite le poste de président de l'université Miami, à Oxford, de 1993 à 1996.
En 1996, Paul Risser prend la présidence de l'université d'État de l'Oregon, jusqu'en 2002. Il y supervise notamment la construction du CH2M-Hill Alumni Center (centre de conférence des anciens élèves), du Halsell Hall (une résidence universitaire) et du Richardson Hall ainsi que l'agrandissement de la Valley librairy, la principale bibliothèque du campus. 
Il quitte l'université d'État de l'Oregon pour devenir – le 6 janvier 2003 – chancelier du Oklahoma State System of Higher Education (en), l'organisme public responsable de l'enseignement supérieur dans l'Oklahoma, son État natal. Il quitte son poste en 2006.
Il devient par la suite directeur par intérim du National Museum of Natural History (État de Washington)  et directeur exécutif de l'EDGE, l'agence de développement économique de l'Oklahoma.
Paul Risser meurt le 10 juillet 2014 à Norman, à l'âge de 74 ans. Il était marié et avait quatre fils.